# Paisy-Cosdon
Paisy-Cosdon ist eine französische Gemeinde mit 334 Einwohnern (Stand: 1. Januar 2022) im Département Aube in der Region Grand Est. Sie gehört zum Kanton Aix-Villemaur-Pâlis im Arrondissement Troyes. 

## Geographie
Paisy-Cosdon liegt etwa 24 Kilometer westsüdwestlich von Troyes. 
Nachbargemeinden sind Aix-Villemaur-Pâlis im Norden, Süden und Osten, Bérulle im Südwesten, Rigny-le-Ferron im Westen und Südwesten, Saint-Benoist-sur-Vanne im Westen sowie Planty im Nordwesten.

## Bevölkerungsentwicklung
| Jahr                      | 1962 | 1968 | 1975 | 1982 | 1990 | 1999 | 2006 | 2011 | 2016 |
| ------------------------- | ---- | ---- | ---- | ---- | ---- | ---- | ---- | ---- | ---- |
| Einwohner                 | 252  | 200  | 202  | 206  | 247  | 264  | 285  | 336  | 340  |
| Quelle: Cassini und INSEE |      |      |      |      |      |      |      |      |      |

## Sehenswürdigkeiten
- Beffroi